# 李鐘麟
李 鐘麟または李 鍾麟（イ・ジョンニン、朝鮮語: 이종린、1883年2月11日 - 1950年9月28日）は、天道教の宗教家、日本統治時代の朝鮮のジャーナリスト、独立運動家、実業家、大韓民国の政治家。制憲・第2代韓国国会議員。
本貫は星州李氏、高麗後期の文臣の文烈公李兆年の20代孫である。雅号は凰山、字は霊一、筆名は鳳凰山人・凰山子・凰士散人・又蓮など。日本名は瑞原鍾麟。道号は普菴。

## 経歴
ソウル市鐘路区または忠南瑞山出身。1888年、崔賢九の門下での漢文修学を経て、1907年に成均館博士。その後は族兄の李鍾一が運営する帝国新聞の記者となり、その後は大韓協会会報編集員を経て、1909年に大韓民報論説記者・主筆、1910年に天道教月報主筆・発行人を務めた。1919年の三・一運動のときは地下新聞である独立新聞の発行人を務めたが、検挙され西大門刑務所で3年間服役した。1921年の出獄後は天道教月報社長、朝鮮語研究会会員、開闢社長を務めた。1922年に朝鮮民立大学期成会京城府執行委員、1923年に朝鮮物産奨励会理事長、以後無名会委員長、民衆大会委員長、朝鮮飢饉救済会委員長、全朝鮮記者大会代表委員、民友会常務理事、社会党実費診療院理事長、水害救済会委員長、衆声社長、新興朝鮮社社長などを務めた。1927年、新幹会が成立すると、天道教代表として参加し、新幹会本部宣伝部長・京城支会委員長を務めた。1930年代には天道教教団内では中央委員会代表・大宗司長・教領・常任宣道師・長老を務めながら、朝鮮教育協会理事、女子苦学生相助会後援会員、朝鮮科学知識普及会役員、朝鮮語標準査定委員会委員などを歴任した。日中戦争勃発後は各種の親日戦時動員団体で活動し、国民精神総動員朝鮮連盟評議員、国民総力天道教連盟理事長、興亜報国団京畿道準備委員、臨戦対策協議会準備委員、朝鮮臨戦報国団準備委員・発起人・常務理事、志願兵普及舌戦隊講師、朝鮮宗教団体戦時報国会天道教委員、国民動員総進会理事、国民同志会発起人、朝鮮言論報国会名誉会員などを歴任した。解放後は朝鮮独立運動史編纂発起人会会長に推戴され、1948年の初代総選挙で国会議員に当選し、国会交通逓信委員長・外務国防委員長を務めた。在任中に反民特委による調査を受けたが、選挙中に自分の過ちを認めて大衆に謝罪し、許しをもらったため、反民該当者には認定されなかった。1950年の第2代総選挙でも当選したが、朝鮮戦争勃発後に朝鮮人民軍に逮捕され、その後獄中で発病し仮出獄したが、まもなく病死した（または殺害された）。死後は親日反民族行為者に認定された。